# Provinciale weg 989
De provinciale weg 989 (N989) is een provinciale weg in de provincie Groningen. De weg vormt een verbinding tussen de N33 ter hoogte van de buurtschap Laskwerd en de bebouwde kom van Appingedam.
De weg is ten zuiden van de brug over het Eemskanaal uitgevoerd als gebiedsontsluitingsweg met een maximumsnelheid van 80 km/h. Ten noorden daarvan is de weg uitgevoerd als erftoegangsweg met een maximumsnelheid van 60 km/h. Over de gehele lengte draagt de weg de naam Woldweg.
Deze drukke doorgaande weg is met de aanleg van de Flikkezijlsterweg (N33) flink ontlast. De aanleg van de N33 langs Appingedam maakt deel uit van een groot project waarbij de (hele) N33 op de schop wordt genomen, aangezien deze een reputatie heeft als dodenweg.
N34 · N46 · N351 · N353 · N354 · N355 · N356 · N357 · N358 · N359 · N360 · N361 · N362 · N363 · N364 · N365 · N366 · N367 · N368 · N369 · N370 · N371 · N372 · N373 · N374 · N375 · N376 · N377 · N378 · N379 · N380 · N381 · N382 · N383 · N384 · N385 · N386 · N387 · N388 · N390 · N391 · N392 · N393 · N398

N851 · N852 · N853 · N854 · N855 · N856 · N857 · N858 · N860 · N861 · N862 · N863 · N865 · N910 · N913 · N917 · N918 · N919 · N924 · N927 · N928 · N962 · N963 · N964 · N966 · N967 · N969 · N972 · N973 · N974 · N975 · N976 · N977 · N978 · N979 · N980 · N981 · N982 · N983 · N984 · N985 · N986 · N987 · N988 · N989 · N990 · N991 · N992 · N993 · N994 · N995 · N996 · N997 · N998 · N999

Cursief vermelde wegen zijn voormalige provinciale wegen.